# コミックヴァナ通
『コミックヴァナ通』（コミックヴァナつう）とはエンターブレインが発行していた『ファイナルファンタジーXI』専門のアンソロジーコミック形式のムック誌。レーベルはエンターブレインムック。定価は1260円（税込）。
基本的には漫画を寄せ集めた書籍（アンソロジーコミック）で、コラムに、プレイ日記やカラーイラストはもちろん、オリジナルストーリーの作品では各国のNPCや5種類の種族といったテーマ別にスポットを当てた特集や同社発行のヴァナ・ディール通信からの出張などを掲載、vol.1にはゲーム内容を取り上げた記事も載っていた。

## 掲載作品

### 連載
- 「ファイナルファンタジーXI 〜祈りの風〜」 - 沙月ゆう（vol.1-7）

詳細は項目を参照。
- 「リボン」 - うず（vol.1-7）

うずの他のFFXIアンソロジーで続けていた「おかえり」シリーズの完結編といえる作品。
タルタルの少女・スマイルと取り巻く仲間たちの想いを、時にはほのぼの、時には切なく描いている。
- 「Boy meets Girl」シリーズ - おおつきべるの（vol.1-7）

おおつきべるのが他のFFXIアンソロジーで続けていた「Boy meets Girl」シリーズの続編であり、同シリーズⅣ-Ⅴの連載作品。
最終号となったvol.07では終わらず、2011年6月24日より「ファミ通コミッククリア」で2012年3月30日まで連載された。個人集の単行本はタイトルを変更している。
『ファイナルファンタジーXI アトルガンの秘宝』公開当時の仕様を参考に描いているので細部に変更点がある。
ファイナルファンタジーXIの世界で暮らす、ナイトに憧れ冒険者になったヒュームや人間関係に悩み1人で過ごしていたところをクロードたちと出会い仲間になったハルらの、ミンダルシア大陸の東、アトルガン皇国での冒険ストーリー。
- 「GoGo!!Get!ジュワース大作戦っス!!」「天駆ける銀狼」「ロゼオを取り巻く2人の事情」シリーズ「ジェノ復興委員会レボリューション!!」「GO!GO!パンクラティオン大決戦さ!!」シリーズ - 寒苦鳥（vol.1-7）

寒苦鳥が他のFFⅩⅠアンソロジーで続けていた「GO!GO!ヴァナ・ディール!!」シリーズの登場人物の話がメインになっているが、カムラナートメイン回もあった。
「GO!GO!ヴァナ・ディール!!」は個人集化されているが、本連載作品はなっていない。
- 「FFXI体験記」シリーズ - 暁かおり（vol.3-7）

初プレイをヒュームのアリッセとしてFFⅩⅠのブロスコミックスの仲間とプレイする体験記。
- 「ミスラアレルギー」 - ババダイチ（vol.3-6）※小説

半引きこもりで『FFXI』を遊び続ける主人公の目の前にミスラが現れるところからストーリーは始まる。

### 読み切りなど

#### vol.01
表紙・裏表紙
沙月ゆう、皆川史生
カラーイラスト
水谷とおる、池田咲悠、剣康之
ジュノNPC特集
- 「ネコとゴブリンのかばん」 - 小林こたろ
- 「肉嫁」 - Mrパブロフ
- 「天晶堂の長い一日」 - 小虎
- 「限界爺さんの黄昏」 - 島津美保
- 「ワーカホリックに休日を」 - Caraway
- 「エルドナーシュの休日」 - よいち
- 「その男獣につき」 - 菊野郎
- 「迷子のワルツ」 - 吉田満

ニューフェイス登場!
- 「ぽん吉の絵日記COMICヴァナ通 出張版」 - ぽん吉
- 「まったりヴァナ通日和 出張版」 - はるぅ
- 「ギャル侍捕物帳 番外編」 - 斎藤かよこ
- 「今日のマーブルブリッジ」 - 池田咲悠
- 「季節外れの贈り物」 - 皆川史生
- 「VWD（ヴァナる われる だれる）」 - イシゼキダイチ
- 「SUPPORT JOB」 - 成瀬ちさと
- 「思い出の拳」 - 関田紘佑
- 「居酒屋ゴブリン」 - 関田紘佑
- 「ジュノジュノユカイ」 - やまさきわたる

予告のアトルガン
- 「あるとがんの生活」 - 美茶
- 「はやくメモメモにゃ！」 - はなも大王
- 「魔の3分クッキング」 - 有香子
- 「あとるがんがん」 - 黒井M

ヴァナ通ぷち
- ジョブ通信〜ジョブ別グループ2の真実〜 ※解説。各アビリティ&特性をひとつずつ解説・開発者のコメント掲載
- 俺たちのヴァナディール活動録　※解説

#### vol.02
表紙・裏表紙
水谷とおる、G=ヒコロウ
カラーイラスト
沙月ゆう、うず、寒苦鳥、はるぅ
巻頭特集
- 「コミックヴァナ通でアトルガンの秘宝特集を掲載するにあたりどうしても五蛇将について聞きたかったのでインタビューしてきた」 - 関田紘佑

アトルガン皇国NPC特集
- 「女の一念 岩をも透す!?」 - 小林こたろ
- 「ミリおおんがえし」 - 有香子
- 「おチビだって!」 - 美茶
- 「ダブル・リベンジ」 - 八坂よいち
- 「女難の相」 - 竹村雪秀
- 「バスの漁師はプレートメイルを着ていなさる」
- 「五蛇将がゆく!」 - 吉田満
- 「青の欠片」 - Mrパブロフ
- 「愛の百烈クッキング」 - はなも大王
- 「デジョンの達人」 - 小虎

ヴァナ・ディール通信からの来訪者
- 「ぽん吉の絵日記COMICヴァナ通」 - ぽん吉
- 「豆腐畑でつかまえて」 - 斎藤かよこ
- 「赤魔くんといっしょ」 - はるぅ

その他（コミック＆ノベル）
- 「白門ほっぺタウン」 - G=ヒコロウ
- 「メルジャンバルウに魅せられて」 - 成瀬ちさと
- 「華」 - ほんだある
- 「アタック! ワラーラ学園」 - やまさきわたる
- 「タルタルショック!!」 - 西ゆうり
- 「VWD〜Aht Urhgan Remix〜」 - イシゼキダイチ
- 「アルザビ日和」 - 燈谷朔
- 「居酒屋ゴブリン」 - 関田紘佑
- 「ふたつの約束」 - ババダイチ ※小説

#### vol.03
表紙・裏表紙
ヤスダスズヒト、小林こたろ
カラーイラスト
水谷とおる、田丸鴇彦、ろび〜な、かざいエモ
巻頭特集
- 「ヴァナ★フェス2008in後楽園レポート」 - 関田紘佑

アルタナの神兵特集
- 「拳の誓い」 - 成瀬ちさと
- 「カンパニエ、しませんか?」 - 小林こたろ
- 「オンステージ!」 - Caraway
- 「新緑の願い」 - 八坂よいち
- 「獣人拳法VS傭兵戦団」 - Mrパブロフ
- 「ミスラのシーンがよかった」 - G=ヒコロウ

ヴァナ・ディール通信からの来訪者
- 「ぽん吉の絵日記COMICヴァナ通」 - ぽん吉
- 「キレイなタルタル君」 - 斎藤かよこ
- 「トーテムポール」 - はるぅ

その他（コミック＆ノベル）
- 「FFⅩⅠで遊んでみよう!」 - 菊野郎
- 「誰もがやったと信じたい」 - 小虎
- 「ナイト様を追いかけて」 - 成瀬ちさと
- 「東サルタの怪」 - ほんだある
- 「ねこのあしあと」 - 吉田満
- 「はじめてのパーティ」 - Caraway
- 「Go! Go!! WHMメモリーズ!!」 - 寒苦鳥
- 「憧れの地へ」 - 島津美保
- 「ガッツだ! エミちゃん」 - 田丸鴇彦
- 「不意だまアルジェント」 - 座間政秋
- 「学園カンパニエ抗争」 - やまさきわたる
- 「TO・RA・U・MA!」 - 西ゆうり
- 「VWD〜Free Style Edition〜」 - イシゼキダイチ
- 「ヴァナ・ディール☆ダンス」 - 燈谷朔
- 「胡蝶、参る。」 - 倭丸けるを
- 「居酒屋ゴブリン」 - 関田紘佑
- 「ぼくこそとうぞく」 - nikoban

#### vol.04
表紙・裏表紙
秋津たいら、ぽん吉
カラーイラスト
抹茶亭小枝、竹村雪秀、倭丸けるを、toroshio
小さな町の物語（辺境に暮らすNPC）特集
- 「アンタヤルーニャ!」 - ろび〜な
- 「貴方の心の二刀流」 - 小虎
- 「エリートの試練」 - 吉田満
- 「船乗りの宿の料理人」 - Caraway
- 「Amalanbrauxの葛藤」 - 島津美保
- 「これぞ奇跡の出会い?」 - 八坂よいち
- 「セカイのカタチ」 - 小林こたろ
- 「ギルガメシュ叙事詩」 - 菊野郎
- 「リサイクル」 - 成瀬ちさと
- 「団長の心得」 - かざいエモ

ヴァナ・ディール通信からの来訪者
- 「サイコロファンタジー」 - 斎藤かよこ
- 「トーテムポール」 - はるぅ
- 「ぽん吉の絵日記」 - ぽん吉

その他（コミック＆ノベル）
- 「ハゲとサブリガと私」 - 新藤ノブミチ
- 「居酒屋ゴブリン」 - 関田紘佑
- 「ミスラとセルビナ」 - 鈴ノ
- 「/ja 深読み禁止 <t>」 - 燈谷朔
- 「マウラ改造計画!」 - 田丸鴇彦
- 「VWD〜The Lood leads to fronter〜」 - イシゼキダイチ
- 「ブルゴでGO!」 - やまさきわたる
- 「ラストリゾート」 - 西ゆうり

#### vol.05
表紙・裏表紙
太歳、沙月ゆう
カラーイラスト
Carawey、燈谷朔、田丸鴇彦、toroshio
巻頭スペシャルコミック（インタビューコミック）
- 「lnterview with the SQUARE ENIX」 - 新藤ノブミチ
- 「Pandemonium Warden討伐記」 - 鈴ノ

タルタル＆エルヴァーンNPC特集
- 「DREADNOUGJTS'HOLIDAY〜ドレッドノートの休日〜」 - 鴎野珠吾
- 「DOG FIGHT」 - 小林こたろ
- 「フナを求めて三千里」 - 菊野郎
- 「天蛇将と傭兵と」 - 島津美保
- 「ぼくのおとうさん」 - 小虎
- 「よん?コマ」 - 太歳
- 「薔薇の価値は」 - 成瀬ちさと
- 「チェブキーの毎度お騒がせします」 - 八坂よいち

ヴァナ・ディール通信からの来訪者
- 「ぼくらはスターオニオンズ団!」 - 斎藤かよこ
- 「ぽん吉の絵日記」 -ぽん吉

特集（戦慄体験!）コラム
- 「まれによくある……」 - ろび〜な
- 「その時歴史が動いた」 - 天勇天魚
- 「☆エルタルな思い出」 - 倭丸けるを
- 「サンドリアの子供」 - 秋津たいら
- 「実話なコワイ?話」 - 抹茶亭小枝
- 「VWD Ordelle's Cavers Party」 - イシゼキダイチ
- 「とあるガルカの戦慄」 - 関田紘佑

#### vol.06
表紙・裏表紙
水谷とおる、おおつきべるの
カラーイラスト
Carawey、太歳、鴎野珠吾、かざいエモ
ガルカ＆ミスラNPC特集
- 「あなたのためにできること」 - 高広
- 「幸せの碧い石」 - 八坂よいち
- 「暗黒騎士 その背負いしもの」 - 新藤ノブミチ
- 「吟遊詩人になりたくて」 - 成瀬ちさと
- 「COUNTER」 - 鈴ノ
- 「ダニクイーン」 - Mrパブロフ
- 「社長の霍乱」 - 小虎
- 「お空の上も…」 - 小林こたろ
- 「猫将軍の一日」 - ろび〜な
- 「秋のガルカ祭り」 - 菊野郎

ヴァナ・ディール通信からの来訪者
- 「ミスラばっかりモテてずるい」 - 斉藤かよこ
- 「ぽん吉の絵日記」 - ぽん吉

特集（最凶の出来事!）コラム
- 「生返事」 - 秋津たいら
- 「シルクロード伝説」 - 倭丸けるを
- 「どざえもん!」 - 吉田満
- 「あの衝撃ときたら」 - 燈谷朔
- 「トレインハンター」 - ASTROGUYII
- 「片づけられない男」 - 田丸鴇彦
- 「VWD White Gate Riot」 - イシゼキダイチ

#### vol.07
表紙・裏表紙
水谷とおる、太歳
カラーイラスト
toroshio、Carawey
AFクエスト
- 「戦士アーティファクトクエスト 祖母の心孫しらず」 - 石垣信道
- 「黒魔道士アーティファクトクエスト 3賢者」 - 鈴ノ

ヒュームNPC特集
- 「皇室絵巻」 - 小林こたろ
- 「はだかの大工房長」 - 菊野郎
- 「それぞれの価値」 - Carawey
- 「あなたにそばにいてほしい」 - 高広
- 「ミルクケース」 - ろび〜な
- 「グリモアを修める者たち」 - 八坂よいち
- 「ジュノ親衛隊のとある一日」 - 成瀬ちさと

ヴァナ・ディール通信からの来訪者
- 「萌研究」 - 斎藤かよこ
- 「ぽん吉の絵日記」 - ぽん吉

特集（思わず萌えた!）コラム
- 「もえもえ?」 - 秋津たいら
- 「姐さん、事件です」 - 倭丸けるを
- 「ダボイ姫」 - Mrパブロフ
- 「VWD〜Hearts on Moe〜」 - イシゼキダイチ
- 「猫色の水」 - 鴎野珠吾
- 「お約束の貴方!」 - 燈谷朔
- 「ぐるぐる!」 - 太歳
- 「Wait for You」 - 田丸鴇彦

## 書誌情報
- vol.01 2008年8月25日発売（2008年9月8日発行） ISBN 978-4-7577-4409-7 雑誌コード 61956-49
- vol.02 2008年11月25日発売（2008年12月9日発行） ISBN 978-4-7577-4552-0 雑誌コード 61956-71
- vol.03	2009年2月25日発売（2009年3月11日発行） ISBN 978-4-7577-4722-7 雑誌コード 61957-05
- vol.04	2009年5月25日発売（2009年6月8日発行） ISBN 978-4-7577-4920-7 雑誌コード 61957-39
- vol.05	2009年8月25日発売（2009年9月8日発行） ISBN 978-4-7577-5061-6 雑誌コード 61957-59
- vol.06	2009年11月25日発売（2009年12月9日発行） ISBN 978-4-04-726173-0 雑誌コード 61971-19
- vol.07	2010年3月15日発売（2010年3月29日発行） ISBN 978-4-04-726449-6 雑誌コード 61971-61

なお、連載作品を収録した単行本は、アンソロジーコミックのブロスコミックスEXのブランドではなく、ファミ通クリアコミックスのブランドから発売されているものが多いが、単行本化されなかった作品もある。